# Syndicat du personnel des douanes et des gardes-frontière
Le Syndicat du personnel des douanes et des gardes-frontière (Garanto) est un syndicat suisse fondé le 6 décembre 2001. Il défend les intérêts du personnel des douanes et des gardes-frontière suisses.

## Description
Garanto est la plus grande association de personnel de l’Administration fédérale des douanes.

### Régions et sections
- Berne
- Innerschweiz
- Nordwestschweiz
- Rhein
- Romandie
- Tessin
- Schaffhausen
- Zurich